# Entemnotrochus rumphii
Entemnotrochus rumphii (Schepman, 1879) é uma espécie de molusco gastrópode marinho da família Pleurotomariidae, sendo a maior espécie dentro de sua família, podendo atingir tamanho acima de 25 centímetros.

## Descrição
Entemnotrochus rumphii, juntamente com a outra espécie conhecida do seu gênero, Entemnotrochus adansonianus (Crosse & P. Fischer, 1861), do Caribe, são dotados de concha cônica, pesada e sólida, possuindo as fendas laterais, típicas de Pleurotomariidae, mais longas do que as dos membros de outros gêneros. E. rumphii apresenta concha de coloração creme a amarelada com difusos desenhos, de cima a abaixo, em tons de laranja e vermelho. Possuem o umbílico aprofundado.

## Distribuição geográfica
São encontradas em águas profundas do oceano Pacífico (Indonésia, Filipinas, Taiwan e Japão).